# Echinopepon arachoideus
Echinopepon arachoideus är en gurkväxtart som först beskrevs av Dieterle, och fick sitt nu gällande namn av A.K. Monro och P. J. Stafford. Echinopepon arachoideus ingår i släktet Echinopepon och familjen gurkväxter. Inga underarter finns listade i Catalogue of Life.